# (3729) Yangzhou
(3729) Yangzhou es un asteroide perteneciente al cinturón de asteroides, descubierto el 1 de noviembre de 1983 por el equipo del Observatorio de la Montaña Púrpura desde el Observatorio de la Montaña Púrpura, Nankín (China).

## Designación y nombre
Designado provisionalmente como 1983 VP7. Fue nombrado Yangzhou en honor a Yangzhou ciudad de la República Popular China.